# Siphocampylus biserratus
Siphocampylus biserratus är en klockväxtart som först beskrevs av Antonio José Cavanilles, och fick sitt nu gällande namn av A.Dc. Siphocampylus biserratus ingår i släktet Siphocampylus och familjen klockväxter.
Artens utbredningsområde är Peru. Inga underarter finns listade i Catalogue of Life.